# Platoul Siberian Central
Platoul Siberian Central, numit și Podișul Siberiei Centrale, este o regiune muntoasă, situată în regiunea centrală a Siberiei.

## Date geografice
Platoul este mărginit la nord de Câmpia Siberiei de Nord (regiunea cu smârcuri dintre gurile de vărsare ale fluviilor Lena și Enisei), la sud de Munții Siberiei de Sud (cu munții Saian și munții Baikal); la vest de cursul lui Enisei și de Câmpia Siberiei de Vest, iar la est de Depresiunea centrală Iacută, cursul inferior al fluviului Lena și Munții Siberiei de Est.
Platoul este o regiune înaltă, fragmentată în podișuri și lanțuri muntoase care au în medie altitudini între 500 și 700 m si rareori ating înălțimea de 1.000 m, ca de exemplu munții Enisei situați central cu vârful „Jenaschimski-Polkan” (1.104 m) sau lanțul muntos Wiliui (1.006 m). Excepție face munții Putorana din nord, ce ating altitudinea de  1.701 m deasupra n.m. cu Norilsk, unicul oraș din regiune.
Vegetația dominantă pe platoul central este specifică regiunilor de taiga, cu păduri de conifere, sau regiunilor de tundră. In partea de nord umiditatea redusă a solului este datorată înghețului permanent (permafrost); aici nu cresc copaci ci numai tufișuri, mușchi, licheni și ferigi.
In regiunea platoului nu există șosele, ci numai drumuri nepavate. In timpul dezghețului și precipitațiilor abundente din primăvară regiunea devine o mocirlă noroioasă fără drumuri amenajate, ceea ce face circulația aproape imposibilă. În aceste perioade singurele posibilități de circulație sunt cele oferite de calea ferată sau de ciculația nautică pe râuri.

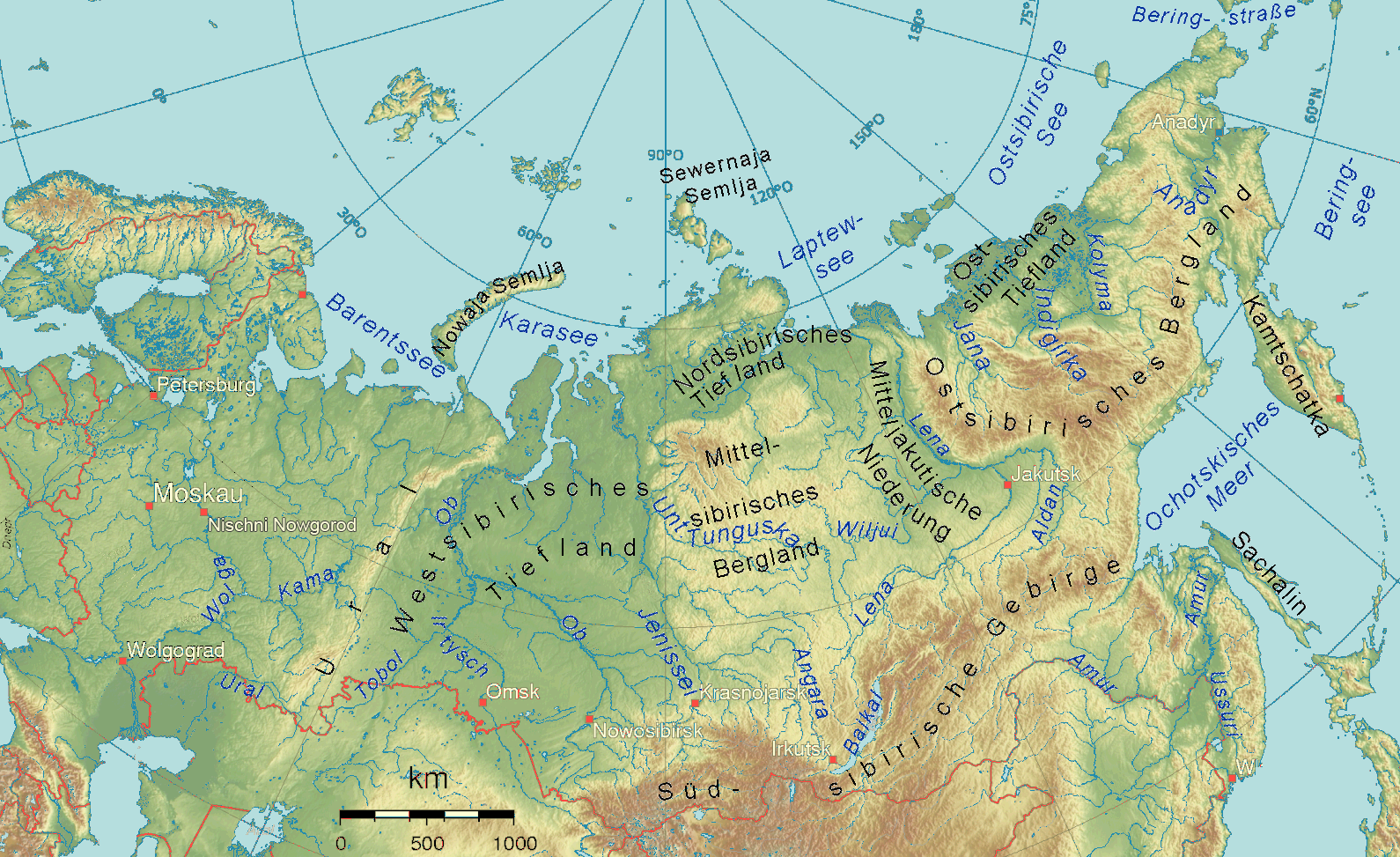
1-Câmpia Siberiei de Est, 2-Munții Siberiei de Est, 3-Depresiunea Centrală Iacută, 4-Platoul Siberian Central, 5-Câmpia Siberiei de Nord, 6-Câmpia Siberiei de Vest, 7-Munții Siberiei de Sud

## Râuri
- Enisei
  - Angara
    - Taseieva

  - Tunguska Inferioară
  - Tunguska Pietroasă
  - Kureika
  - Piasina
- Lena
  - Cheta
  - Anabar
  - Oleniek
    - Kotui

  - Viliui
    - Ciorna
    - Ciurna

## Orașe
- Angarsk
- Bratsk
- Irkutsk
- Iakutsk
- Kansk
- Krasnoiarsk
- Norilsk